# FR F1
O FR F1 é um fuzil de precisão francês fabricado pela Manufacture d'armes de Saint-Étienne (MAS); uma das várias fábricas de armas estatais na França. O FR F1 foi o primeiro fuzil de precisão construído especificamente para franco-atiradores na França. Introduzido em 1966, o fuzil estava em uso com as Forças Armadas Francesas até 1989, quando foi substituído pelo FR F2.

## História
Em 1964, o General Charles Ailleret solicitou a criação de um fuzil de precisão ao Estado-Maior do Exército. O desenvolvimento foi confiado à fábrica de armas de Saint-Étienne, que recebeu informações de atiradores esportivos tanto militares quanto civis da Federação Francesa de Tiro.
Depois de vários protótipos denominados série FR-P, a nova arma ficou pronta em 1966 e adotada como FR F1. Cerca de 6.000 fuzis foram produzidos em 1980.

## Projeto
A intenção original do FR F1 era a criação de um MAS-36 preciso, usando o máximo possível de peças do fuzil mais antigo. Como tal, o FR F1 foi originalmente projetado em torno do cartucho 7,5×54mm e mantém compatibilidade parcial de peças com o MAS 36. O receptor do FR F1 é fundamentalmente o mesmo que o MAS 36, mas projetado para ser mais forte e mais grosso para aumentar a precisão, e não são intercambiáveis. O receptor do FR F1 não tem recortes para clipes em tira e tem uma janela de ejeção menor do que o MAS 36.
O projeto básico do ferrolho helicoidal de travamento traseiro foi tirado do fuzil japonês Arisaka Tipo 38 e extensivamente modificado e reforçado para reduzir a flexão inibidora da precisão. Na operação, os ressaltos empurram o ferrolho para frente durante o fechamento para obter o melhor assentamento do cartucho.
A coronha de madeira com punho de pistola é adornada com um apoio de bochecha acolchoado e apresenta um sistema espaçador de soleira para ajustar o comprimento do puxão. Um bipé embutido com pernas telescópicas ajustáveis com mola é posicionado no meio do comprimento do fuzil, perto do centro de gravidade, para permitir longos ciclos de observação em posições de tiro sem fadiga excessiva dos braços do operador. Embora as pernas sejam telescópicas, este bipé não é considerado totalmente ajustável, pois não permite inclinação ou panorâmica. O mecanismo de trava de segurança manual foi copiado do SVT-40 russo, e o FR F1 é o primeiro fuzil projetado na França a ter uma trava de segurança manual.
O FR F1 padrão foi equipado com a mira telescópica APX L806 de 3,85 projetada para o fuzil MAS-49, por razões econômicas. Essas miras foram fabricadas com um retículo de ponto central cruzado por uma linha central interrompida e uma compensação de queda de bala externa calibrada para munição de 7,5×54 mm e ajustável de 100 m a 800 m em incrementos de 100 m; o padrão do exército francês é um Modelo 53 bis. O ajuste da torre de elevação graduada altera visivelmente a altura do retículo na objetiva. Esta mira foi fixada por meio de uma montagem exclusiva de três pontos operada por uma alavanca montada na lateral. A mira ótica era destacável, mas as montagens não apresentavam um zero repetível, então a mira ótica não era normalmente removida em nenhuma circunstância.
Os canos flutuantes têm 554 mm de comprimento e uma torção para a direita com quatro ranhuras seguindo um passo de 300. Para reduzir o peso, um perfil de cano relativamente leve foi escolhido, o que tornou o fuzil mais propenso a mudanças no ponto de impacto devido ao acúmulo de calor de sessões de tiro prolongadas. Isso foi considerado uma consequência aceitável, pois um fuzil leve foi priorizado.
O dispositivo de cano padrão é um quebra-chamas ajustável de duas peças com quatro ranhuras, equipado com uma luva no cano. Para um ajuste de precisão adicional, o cano tem uma rosca longa para ser usada com uma porca de travamento no dispositivo de cano para modificar sua posição ao longo do cano e, portanto, influenciar o comportamento de ressonância harmônica do cano. A melhor precisão foi encontrada quando as ranhuras do quebra-chamas foram alinhadas com as ranhuras do estriamento, e uma ferramenta específica para isso foi feita. A precisão geral da arma é muito boa, com alguns dos melhores atiradores alcançando precisão sub-MOA a 200 m.
Os carregadores de cofre destacáveis de aço de 10 cartuchos padrões tinham almofadas de base de borracha que permitiam que a arma fosse colocada rapidamente com menos ruído e risco de danos.
Durante seu longo serviço, o FR-F1 foi equipado com várias outras óticas, como miras alemãs 1,5-6x e 2,5-10x da Schmidt & Bender e Carl Zeiss AG, mira ótica francesa Scrome, bem como dispositivos de visão noturna Sopelem OB 50 para tiro noturno. Em 1976, todos os fuzis em uso com GIGN foram equipados com uma mira Zeiss.

## Variantes
Três variantes foram desenvolvidas na MAS, com duas produzidas:
- Versão A: fuzil de precisão com mira APX 806 L modificada, miras noturnas dobráveis, bipé dobrável com braços telescópicos e gatilho com peso de 2 a 2,5 kg.
- Versão B Tir sportif: fuzil de competição com mira micrométrica, massa de mira encapuzada com postes intercambiáveis, sem bipé e gatilho mais leve, variando de 1,5 a 1,9 kg.
- Versão C Grande chasse: um FR F1 conceito, destinado à caça de animais de grande porte e com câmara para calibre civil, que nunca passou da fase de projeto e nunca foi produzido. Assim como a Versão A, ele teria miras noturnas dobráveis e um gatilho com peso de 2 a 2,5 kg.[4]

As versões FR-G1 e FR-G2 em calibre 7,62×51mm NATO, utilizando receptores do MAS 36 originais, foram desenvolvidas por iniciativa da Nexter Systems, anteriormente conhecida como GIAT Industries, a pedido da Força Aérea Francesa. O desenvolvimento começou em 1991 e a produção em 1994, com cerca de 200 unidades de cada. Ao contrário dos fuzis da série FR-F, os fuzis FR-G não possuem miras de ferro e possuem um trilho estilo STANAG na parte superior do receptor para a mira. No serviço militar, esses fuzis foram substituídos pelo Heckler & Koch HK417.
Havia um FR-G3 com câmara em calibre 7mm-08 Remington para venda comercial ao mercado civil, mas isso nunca se concretizou.

## Operadores
- França: Usado pelo Exército Francês, mas posteriormente foi substituído pelo FR F2.[8] Franco-atiradores do 2º Regimento de Paraquedistas (Regiment Etranger Parachutiste; 2 REP) da Legião Estrangeira Francesa usaram fuzis FR F1 quando implantados na província de Shaba, no sul do Zaire, em maio de 1978.[8] O fuzil FR F1 também foi usado pelo grupo antiterrorista GIGN no resgate de 30 crianças em idade escolar durante um sequestro de ônibus em 1976 em Djibouti.[9]
- Mauritânia[10]
- Marrocos: Usado pela Gendarmeria Real de Marrocos.[11]

## Galeria

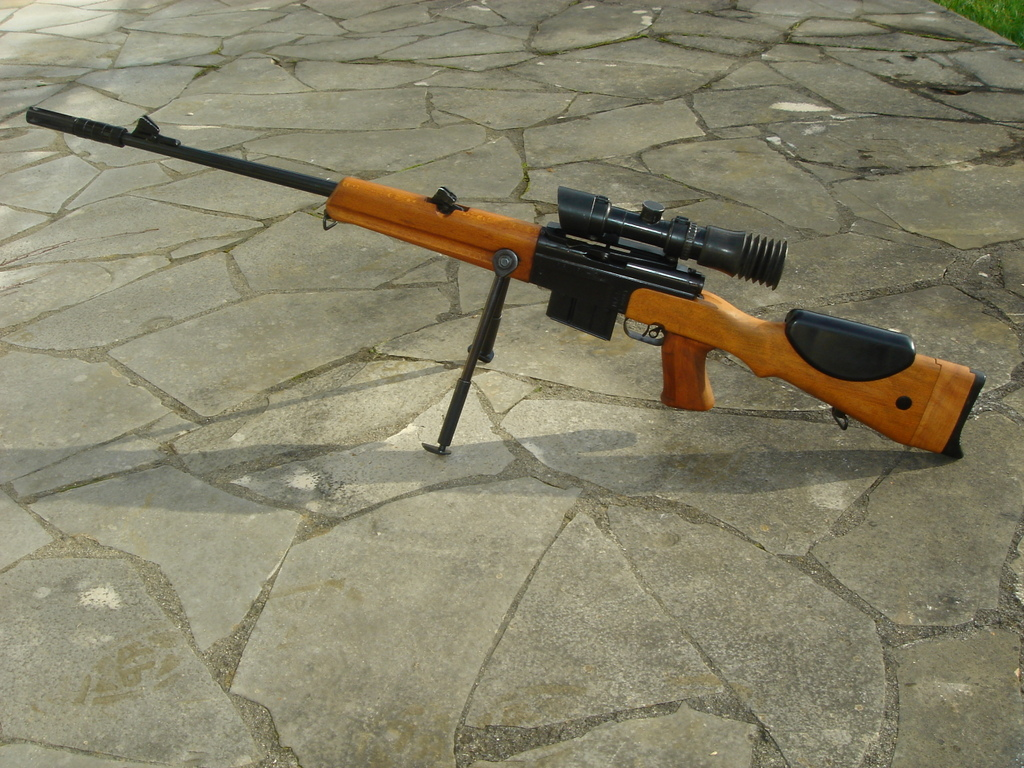
FR F1.
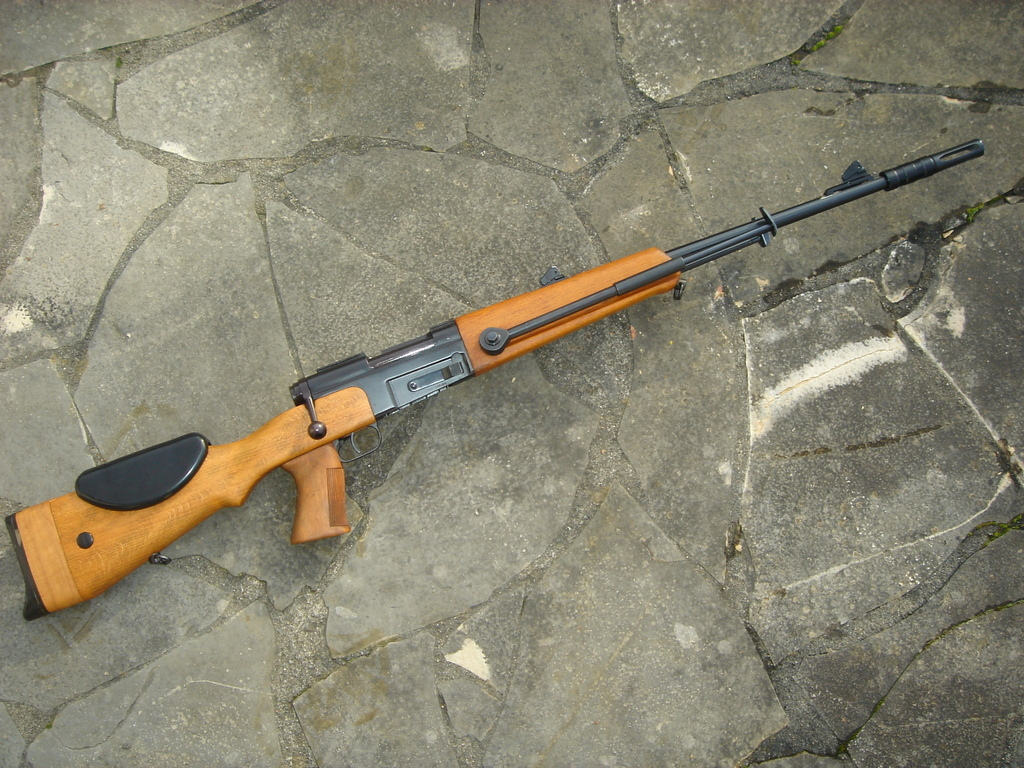
FR F1.